# رئیس سازمان صدا و سیمای جمهوری اسلامی ایران
رئیس سازمان صدا و سیما مسئولیت اداره و نظارت بر امور سازمان صدا و سیمای جمهوری اسلامی ایران را برعهده دارد. بر اساس اصل یکصد و هفتاد و پنجم قانون اساسی جمهوری اسلامی ایران رئیس صدا و سیما مستقیماً توسط رهبر جمهوری اسلامی منصوب می‌شود. مدت ریاست این فرد منصوب به‌طور سنتی ۵ ساله است و در پایان هر دوره می‌تواند یک بار تمدید شود. شورای نظارت بر صدا و سیما نیز نهادی متشکل از نمایندگان قوای سه‌گانه کشور است که بر فعالیت این سازمان نظارت دارند.

## وظایف و اختیارات
بر اساس اساسنامه سازمان صدا و سیمای جمهوری اسلامی ایران وظایف و اختیارات رئیس به شرح زیر است:
1. اداره امور سازمان.
2. تهیه طرحها و برنامه‌های رادیویی و تلویزیونی و تقدیم آن به شورای نظارت بر صدا و سیما جهت تصویب.
3. ایجاد هماهنگی و انسجام بین کلیه واحدها و مراکز سازمان.
4. اداره امور کارکنان و امور استخدامی اعم از استخدام، عزل و نصب کارکنان و معاونین سازمان طبق قوانین و آیین‌نامه‌های مربوطه.
5. اجرای کلیه مصوبات شورای نظارت.
6. تهیه و تنظیم بودجه سالانه جهت ارائه به شورای نظارت.
7. عقد قرارداد با اشخاص حقیقی یا حقوقی و نمایندگی سازمان در مقابل مراجع اداری و قضایی و انتخاب وکیل با حق توکیل تا یک درجه و پایان دادن به دعاوی از طریق مصالحه و نیز ارجاع به داوری با رعایت اصول ۷۷ و ۱۲۵ و ۱۳۹ قانون اساسی. تبصره - عقد قراردادهای خارجی و ارجاع به داوری باید به تصویب شورای نظارت برسد.
8. ارائه گزارش کتبی عملکرد سازمان هر دو ماه یک‌بار به شورای نظارت. تبصره ۱ - رئیس می‌تواند به مسئولیت خود قسمتی از اختیارات خود را به هر یک از مسئولان حوزه‌های مدیریت سازمان تفویض کند. تبصره ۲ - رئیس در برابر شورا مسؤول است و در کلیه اموری که بر طبق این اساسنامه به عهده او گذاشته شده است باید پاسخگو باشد.

## فهرست
| ردیف        | مدیرعامل              | آغاز تصدی        | پایان تصدی       | تعیین‌کننده                  |
| ----------- | --------------------- | ---------------- | ---------------- | --------------------------- |
| ۱           | صادق قطب‌زاده          | ۲۳ بهمن ۱۳۵۷     | ۱۵ آذر ۱۳۵۸      | مهدی بازرگان                |
| –           | شورای پنج نفره        | ۱۵ آذر ۱۳۵۸      | ۱۳ اسفند ۱۳۵۸    | شورای انقلاب اسلامی         |
| –           | شورای سه نفره         | ۱۳ اسفند ۱۳۵۸    | ۲۳ اردیبهشت ۱۳۵۹ | سید ابوالحسن بنی‌صدر         |
| ۲           | تقی فراحی             | ۲۴ اردیبهشت ۱۳۵۹ | تابستان ۱۳۵۹     | سید ابوالحسن بنی‌صدر         |
| سرپرست      | محمد مبلغی اسلامی     | تابستان ۱۳۵۹     | ۱۶ آبان ۱۳۵۹     | ؟                           |
| سرپرستمشترک | سید علی‌اکبر محتشمی‌پور | ۱۶ آبان ۱۳۵۹     | پاییز ۱۳۵۹       | سید عبدالکریم موسوی اردبیلی |
| سرپرستمشترک | عبدالله نوری          | ۱۶ آبان ۱۳۵۹     | پاییز ۱۳۵۹       | سید عبدالکریم موسوی اردبیلی |
| ۳           | علی لاریجانی          | ۲۵ بهمن ۱۳۵۹     | تیر ۱۳۶۰         | شورای سرپرستی               |
| ۴           | محمد هاشمی رفسنجانی   | ۱۵ مرداد ۱۳۶۰    | ۲۹ تیر ۱۳۶۲      | شورای سرپرستی               |
| سرپرست      | محمدجواد لاریجانی     | ۳۰ تیر ۱۳۶۲      | ۱ مرداد ۱۳۶۲     | شورای سرپرستی               |
| سرپرست      | محمد هاشمی رفسنجانی   | ۱ مرداد ۱۳۶۲     | ۱۸ دی ۱۳۶۲       | سید روح‌الله خمینی           |
| (۴)         | محمد هاشمی رفسنجانی   | ۱۸ دی ۱۳۶۲       | ۲ شهریور ۱۳۶۸    | شورای سرپرستی               |
| (۴)         | محمد هاشمی رفسنجانی   | ۲ شهریور ۱۳۶۸    | ۲۴ بهمن ۱۳۷۲     | سید علی خامنه‌ای             |
| (۳)         | علی لاریجانی          | ۲۴ بهمن ۱۳۷۲     | ۳ خرداد ۱۳۸۳     | سید علی خامنه‌ای             |
| ۵           | سید عزت‌الله ضرغامی    | ۳ خرداد ۱۳۸۳     | ۱۷ آبان ۱۳۹۳     | سید علی خامنه‌ای             |
| ۶           | محمد سرافراز          | ۱۷ آبان ۱۳۹۳     | ۲۲ اردیبهشت ۱۳۹۵ | سید علی خامنه‌ای             |
| ۷           | عبدالعلی علی‌عسگری     | ۲۲ اردیبهشت ۱۳۹۵ | ۷ مهر ۱۴۰۰       | سید علی خامنه‌ای             |
| ۸           | پیمان جبلی            | ۷ مهر ۱۴۰۰       | در حال تصدی      | سید علی خامنه‌ای             |